# Vale do Anari
Vale do Anari é um município brasileiro do estado de Rondônia. Localiza-se a uma latitude 09º51'47" sul e a uma longitude 62º11'08" oeste, estando a uma altitude de 140 metros. Sua população estimada em 2010 era de 10 682 habitantes. Possui uma área de 3136,35 km².

## História
A localidade surgiu como núcleo urbano o nome de Sílvio de Farias.
Em 1989 um grupo de líderes da população local criou uma associação, denominada Vale do Anari, para lutar pela resolução dos problemas da região.
O projeto de emancipação tramitou na Assembleia Legislativa do Estado de Rondônia com o nome de Vale do Anari, deixando-se de lado a oportunidade de se prestar justa homenagem a um homem, considerado por alguns, polêmico, a quem a história de Rondônia deve quase tudo no setor de colonização de terras: capitão Silva Gonçalves de Farias.
O nome Vale do Anari é por estar a cidade localizada no vale do rio Anari, que banha a região. Esse rio, afluente da margem esquerda do rio Ji-Paraná ou Machado, foi conhecido pelos primeiros colonizadores pelo nome de Uaneri. O nome vem de um peixe teleósteo (Creagratus anary), caraciforme, da família dos Caracídeos.
O Município de Vale do Anari foi criado pela Lei Nº 572, de 22 de junho de 1994, assinada pelo governador Oswaldo Piana Filho, com área desmembrada do Município de Machadinho d'Oeste.